# Vol 129 d'Airbus Industrie
El vol 129 d'Airbus Industrie fou un vol de proves de l'Airbus A330-321 que s'estavellà a l'Aeroport de Tolosa-Blanhac el 30 de juny del 1994. Hi perderen la vida els dos pilots i els cinc passatgers. L'última prova que s'havia dut a terme era per certificar la capacitat d'enlairament de l'avió amb un motor fora de servei. Fou el primer accident mortal d'un A330 i la primera pèrdua del buc d'aquest model. Fou l'únic accident mortal d'un A330 fins que el vol 447 d'Air France s'estavellà l'1 de juny del 2009.